# Susana, Arquelais e Tecla
Susana, Arquelais e Tecla, de acordo com a tradição da Igreja Primitiva, foram três virgens mártires cristãs do século III.

## Vida e obras
Para fugir das perseguições do imperador romano Diocleciano, Susana, Arquelais e Tecla fugiram de Roma para Nola, na região da Campânia, disfarçadas de homens.
Segundo a lenda (uma história cheia de relatos fantásticos e intervenções milagrosas), as três receberam o dom da cura e passaram a realizar milagres na região, convertendo muitos pagãos e irritando o governador local. As três foram presas e submetidas a uma série de torturas e crueldades para que abandonassem sua fé, incluindo animais ferozes, pedras gigantes e ferros quentes. Finalmente, depois de fracassar em todas as suas tentativas, o governador ordenou que elas fossem mortas.